# Fausto Fadda
Fausto Romano Fadda (Sassari, 6 luglio 1941) è un politico italiano, sindaco di Sassari dal 1975 al 1978.

## Biografia
Geometra, esponente del Partito Socialista Italiano, dal 6 settembre 1975 al 13 dicembre 1978 è stato sindaco di Sassari, poi è stato consigliere regionale dal 1979 al 1993, venendo anche nominato assessore regionale alla Pubblica Istruzione, beni culturali, informazione, sport e spettacolo.